# Милорад М. Поповић
Милорад Поповић (Гацко, 1913 — Козара, 6. април 1945) је био поручник у Краљевој гарди и командант Невесињског корпуса у Југословенској војсци у отаџбини.

## Биографија
Рођен 1913. године, а погинуо је 1945. Био је поручник у Краљевој гарди у војсци Краљевине Југославије. Током Другог светског рата био је командант Невесињског корпуса Југословенске војске у отаџбини.
Родио се у Гацку у Херцеговини од оца Марка и мајке Јоване Јокси Поповић. После основне школе и шест разреда гимназије, завршио је Нижу школу Војне академије у Београду, као 59. у класи.
Априлски рат га је затекао као коњичког поручника Краљеве гарде у Београду. Успео је по слому Краљевине Југославије, да избегне заробљеништво и да се пробије до родног краја у Херцеговини, тј. у Гацко. У Херцеговини организује отпор, један је од вођа устанка 1941. године против фашистичке Италије и усташке Хрватске. Оснивач је и командант Гатачке војно-четничке бригаде. Генерал Драгољуб Михаиловић, када је јула 1942. године стигао у Херцеговину и извршио смотру четничких јединица, Милорада Поповића је поставио за команданта Невесињског корпуса ЈВуО. Поповић је учествовао у многобројним борбама против усташа, окупатора и комуниста на простору Црне Горе, Босне, Херцеговине, Лике и Далмације.
Октобра 1942. године, током осовинске операције Алфа, Поповићеви четници су у оквиру Добровољачке антикомунистичке милиције учествовали у масовном масакру у Прозору над локалним становништвом које је подржавало партизане.
Унапређен од Михаиловића и одликован највишим југословенским војним одликовањима: Белим Орлом са мачевима и Карађорђевом звездом. У тешким борбама са усташама и комунистима на Козари изнад Лијевча поља, погинуо је у њиховој унакрсној ватри 6. априла 1945. и издахнуо на рукама рођеног брата и саборца Душана.

## Одликовања
- Орден Белог орла са мачевима IV реда (1943)[2]